# 실리콘 그래픽스
실리콘 그래픽스(Silicon Graphics, SGI, 나스닥: SGIC)는 컴퓨터 하드웨어와 소프트웨어를 포함하여 고성능 계산 솔루션을 제조하는 회사이다. SGI는 1982년에 3차원 그래픽스 디스플레이 터미널을 처음 만들었던 제임스 클락과 에비 실퍼스톤이 세웠다. SGI의 제품, 전략, 시장에서의 지위는 다양하였다. 초기 제품은 지오메트리 엔진으로 클락과 마크 한나가 스탠퍼드 대학교에서 클락의 컴퓨터 그래픽스에 대한 깊은 이해를 통해 개발한 것이다. 지오메트리 엔진은 지오메트리 파이프라인의 첫 VLSI 기능이다. 이너 루프(inner-loop) 지오메트리 계산을 가속화했던 전문 하드웨어는 3차원 영상을 보여주어야 했다.
SGI는 1981년 11월에 캘리포니아의 주식회사로 세워졌으며 1990년 1월에 델러웨어사에 통합되었다. SGI의 본사는 캘리포니아 서니베일에 위치해 있다.

## 역사
제임스 H. 클라크는 스탠퍼드 대학교의 전기공학 부교수직을 그만두고 1982년 스탠퍼드의 7명의 대학원생들과 연구직원 그룹과 함께 SGI를 설립하였다.: 커트 애클리, 데이비드 J. 브라운, 톰 데이비스, 록키 로즈, 마크 한나, 허브 쿠타, 마크 그로스먼, 애비 실버스톤 등

## 제품

### 현재 제품

#### 아이테니엄기반 시스템
- Altix 450 미드레인지 서버
- Altix 4000 하이엔드 서버

#### x86-64기반 시스템
- Altix XE210 서버
- Altix XE240 서버
- Altix XE310 서버
- Altix XE1200 클러스터
- Altix XE1300 클러스터
- Altix ICE 8200

### 과거 제품

#### 워크스테이션
- IRIS
- Indigo
- Indigo2
- Indy
- Crimson
- O2
- Octane
- Onyx
- Fuel
- Tezro

#### 소프트웨어
- IRUX
- XFP
- OpenGL